# Gornja Bitnja
Gornja Bitnja este o localitate din comuna Ilirska Bistrica, Slovenia, cu o populație de 42 de locuitori.